# Aegotheles wallacii
El egotelo de Wallace (Aegotheles wallacii) es una especie de ave caprimulgiforme de la familia Aegothelidae endémica de Nueva Guinea y las islas Aru.